# Championnat du Japon de football 1988-1989
Le Championnat du Japon de football 1988-1989 est la vingtième-quatrième édition de la Japan Soccer League. La saison a débuté le 23 septembre 1988 et s'est achevée le 1er mai 1989. 
C'est la dernière saison où la seconde division fut disputée sous le format régional Est-Ouest. À partir de la saison 1989-1990, la poule unique est réintroduite en D2.

## Classement de la première division
| Pos | Club                | Pts | J  | G  | N  | D  | Bp | Bc | Diff | Note            |
| --- | ------------------- | --- | -- | -- | -- | -- | -- | -- | ---- | --------------- |
| 1   | Nissan              | 46  | 22 | 14 | 4  | 4  | 32 | 17 | +15  | Champion        |
| 2   | ANA                 | 40  | 22 | 12 | 4  | 6  | 37 | 22 | +15  |                 |
| 3   | Yamaha Motors       | 39  | 22 | 12 | 3  | 7  | 31 | 21 | +10  |                 |
| 4   | Fujita Industries   | 36  | 22 | 10 | 6  | 6  | 34 | 20 | +14  |                 |
| 5   | Yomiuri             | 32  | 22 | 8  | 8  | 6  | 25 | 23 | +2   |                 |
| 6   | Furukawa Electric   | 29  | 22 | 8  | 5  | 9  | 21 | 19 | +2   |                 |
| 7   | Matsushita Electric | 29  | 22 | 8  | 5  | 9  | 26 | 30 | -4   |                 |
| 8   | Yanmar Diesel       | 28  | 22 | 7  | 7  | 8  | 23 | 22 | +1   |                 |
| 9   | Honda               | 27  | 22 | 7  | 6  | 9  | 20 | 23 | -3   |                 |
| 10  | Nippon Kokan        | 19  | 22 | 3  | 10 | 9  | 17 | 31 | -14  |                 |
| 11  | Sumitomo            | 19  | 22 | 4  | 7  | 11 | 12 | 37 | -25  | Relégués en D2. |
| 12  | Mitsubishi Motors   | 14  | 22 | 1  | 11 | 10 | 14 | 27 | -13  | Relégués en D2. |

## Classement des buteurs de la D1
| Pos | Joueur                 | Nombre de buts |
| --- | ---------------------- | -------------- |
| 1   | Adílson Luíz Anastácio | 11             |
| 2   | Osamu Maeda            | 10             |

## Classement de la deuxième division

### Premier tour
Le premier tour est constitué de deux groupes régionaux (Est et Ouest). Chaque groupe est composé de huit clubs. Les quatre premiers de chaque groupe sont qualifiés pour le groupe de promotion. Les quatre derniers de chaque groupe sont qualifiés pour le groupe de relégation de leur zone régionale.

#### Groupe Est
| Pos | Club                | Pts | J  | G | N | D  | Bp | Bc | Diff | Note                                       |
| --- | ------------------- | --- | -- | - | - | -- | -- | -- | ---- | ------------------------------------------ |
| 1   | Toshiba             | 23  | 14 | 9 | 5 | 0  | 38 | 7  | +29  | Qualifiés pour le groupe de promotion      |
| 2   | Fujitsu             | 20  | 14 | 8 | 4 | 2  | 22 | 13 | +9   | Qualifiés pour le groupe de promotion      |
| 3   | Hitachi             | 19  | 14 | 7 | 5 | 2  | 18 | 9  | +9   | Qualifiés pour le groupe de promotion      |
| 4   | NTT Kanto           | 16  | 14 | 6 | 4 | 4  | 16 | 12 | +4   | Qualifiés pour le groupe de promotion      |
| 5   | Kofu Club           | 14  | 14 | 7 | 0 | 7  | 19 | 24 | -5   | Qualifiés pour le groupe de relégation Est |
| 6   | Toho Titanium       | 9   | 14 | 3 | 3 | 8  | 10 | 24 | -14  | Qualifiés pour le groupe de relégation Est |
| 7   | Cosmo Oil Yokkaichi | 8   | 14 | 2 | 4 | 8  | 13 | 25 | -12  | Qualifiés pour le groupe de relégation Est |
| 8   | Fujieda Municipal   | 3   | 14 | 1 | 1 | 12 | 7  | 29 | -22  | Qualifiés pour le groupe de relégation Est |

#### Groupe Ouest
| Pos | Club                   | Pts | J  | G | N | D  | Bp | Bc | Diff | Note                                         |
| --- | ---------------------- | --- | -- | - | - | -- | -- | -- | ---- | -------------------------------------------- |
| 1   | Mazda                  | 22  | 14 | 9 | 4 | 1  | 24 | 6  | +18  | Qualifiés pour le groupe de promotion        |
| 2   | Toyota Motors          | 21  | 14 | 8 | 5 | 1  | 27 | 8  | +19  | Qualifiés pour le groupe de promotion        |
| 3   | Tanabe Pharmaceuticals | 19  | 14 | 8 | 3 | 3  | 20 | 11 | +9   | Qualifiés pour le groupe de promotion        |
| 4   | Osaka Gas              | 18  | 14 | 7 | 4 | 3  | 20 | 18 | +2   | Qualifiés pour le groupe de promotion        |
| 5   | New Japan Steel        | 12  | 14 | 4 | 4 | 6  | 16 | 19 | +3   | Qualifiés pour le groupe de relégation Ouest |
| 6   | Kawasaki Steel         | 8   | 14 | 1 | 6 | 7  | 8  | 15 | -7   | Qualifiés pour le groupe de relégation Ouest |
| 7   | Teijin Matsuyama       | 8   | 14 | 2 | 4 | 8  | 18 | 32 | -14  | Qualifiés pour le groupe de relégation Ouest |
| 8   | NTT Kansai             | 4   | 14 | 1 | 2 | 11 | 7  | 31 | -24  | Qualifiés pour le groupe de relégation Ouest |

### Second tour

#### Groupe de promotion
| Pos | Club                   | Pts | J  | G | N | D  | Bp | Bc | Diff | Note                        |
| --- | ---------------------- | --- | -- | - | - | -- | -- | -- | ---- | --------------------------- |
| 1   | Toshiba                | 21  | 14 | 8 | 5 | 1  | 20 | 10 | +10  | Champion de D2, promu en D1 |
| 2   | Hitachi                | 18  | 14 | 8 | 2 | 4  | 13 | 9  | +4   | Promu en D1                 |
| 3   | Tanabe Pharmaceuticals | 17  | 14 | 6 | 5 | 3  | 17 | 13 | +4   |                             |
| 4   | Fujitsu                | 16  | 14 | 6 | 4 | 4  | 16 | 15 | +1   |                             |
| 5   | Mazda                  | 14  | 14 | 5 | 4 | 5  | 16 | 9  | +7   |                             |
| 6   | Toyota Motors          | 12  | 14 | 3 | 6 | 5  | 18 | 18 | 0    |                             |
| 7   | NTT Kanto              | 10  | 14 | 4 | 2 | 7  | 18 | 20 | -2   |                             |
| 8   | Osaka Gas              | 2   | 14 | 0 | 2 | 11 | 5  | 29 | -24  |                             |

#### Groupe de relégation
Les points obtenus lors du premier tour sont conservés. 

##### Zone Est
| Pos | Club                | Pts | G | N | D  | Bp | Bc | Diff | Note                         |
| --- | ------------------- | --- | - | - | -- | -- | -- | ---- | ---------------------------- |
| 1   | Kofu Club           | 20  | 9 | 2 | 9  | 24 | 29 | -5   |                              |
| 2   | Cosmo Oil Yokkaichi | 17  | 6 | 5 | 9  | 25 | 30 | -5   |                              |
| 3   | Toho Titanium       | 13  | 4 | 5 | 11 | 17 | 33 | -16  |                              |
| 4   | Fujieda Municipal   | 8   | 2 | 4 | 14 | 11 | 38 | -27  | Relégué en séries régionales |

Kofu Club, Cosmo Oil Yokkaichi et Toho Titanium se maintiennent en D2.

##### Zone Ouest
| Pos | Club             | Pts | G | N  | D  | Bp | Bc | Diff | Note                         |
| --- | ---------------- | --- | - | -- | -- | -- | -- | ---- | ---------------------------- |
| 1   | New Japan Steel  | 20  | 7 | 6  | 7  | 25 | 25 | 0    |                              |
| 2   | Kawasaki Steel   | 14  | 2 | 10 | 8  | 15 | 22 | -7   |                              |
| 3   | Teijin Matsuyama | 13  | 4 | 5  | 11 | 26 | 42 | -16  |                              |
| 4   | NTT Kansai       | 9   | 3 | 3  | 14 | 17 | 42 | -25  | Relégué en séries régionales |

New Japan Steel, Kawasaki Steel et Teijin Matsuyama se maintiennent en D2. 

##### Matchs de classement
Le premier du groupe Est rencontre le premier du groupe Ouest pour déterminer le 9e et le 10e du classement. Le second de l'Est et de l'Ouest s'affrontent pour déterminer le 11e et le 12e du classement. Les troisièmes de l'Est et de l'Ouest se disputent les 13e et 14e places. Enfin les deux derniers de chaque groupe s'affrontent pour déterminer le 15e et le 16e du classement. 
| Pos   | Est                 | Score           | Ouest            |
| 9-10  | Kofu Club           | 1-1 (3-1 t.a.b) | New Japan Steel  |
| 11-12 | Cosmo Oil Yokkaichi | 0-0 (3-2 t.a.b) | Kawasaki Steel   |
| 13-14 | Toho Titanium       | 2-3             | Teijin Matsuyama |
| 15-16 | Fujieda Municipal   | 0-3             | NTT Kansai       |

Classement
| Pos | Club                |
| 9   | Kofu Club           |
| 10  | New Japan Steel     |
| 11  | Cosmo Oil Yokkaichi |
| 12  | Kawasaki Steel      |
| 13  | Teijin Matsuyama    |
| 14  | Toho Titanium       |
| 15  | NTT Kansai          |
| 16  | Fujieda Municipal   |